# برغوث فاعي
برغوث فاعي (الاسم العلمي: Pulex echidnophagoides) هو نوع من الحشرات يتبع جنس البرغوث من فصيلة البراغيث.